# Pontificio Seminario Regionale Sardo
Il Pontificio Seminario Regionale Sardo del Sacro Cuore di Gesù è il seminario regionale della Regione ecclesiastica Sardegna. Fondato nel 1927, inizialmente nei locali del Seminario di Cuglieri, dalla seconda metà del XX secolo è ubicato in via mons. Parraguez, nel quartiere di Is Mirrionis a Cagliari.
Sin dalla sua istituzione il Seminario sardo si associa alla Pontificia Facoltà Teologica della Sardegna, prima università pontificia extra urbem, nella formazione filosofica e teologica dei futuri presbiteri dell'isola.

## Storia

### Seminario di Cuglieri

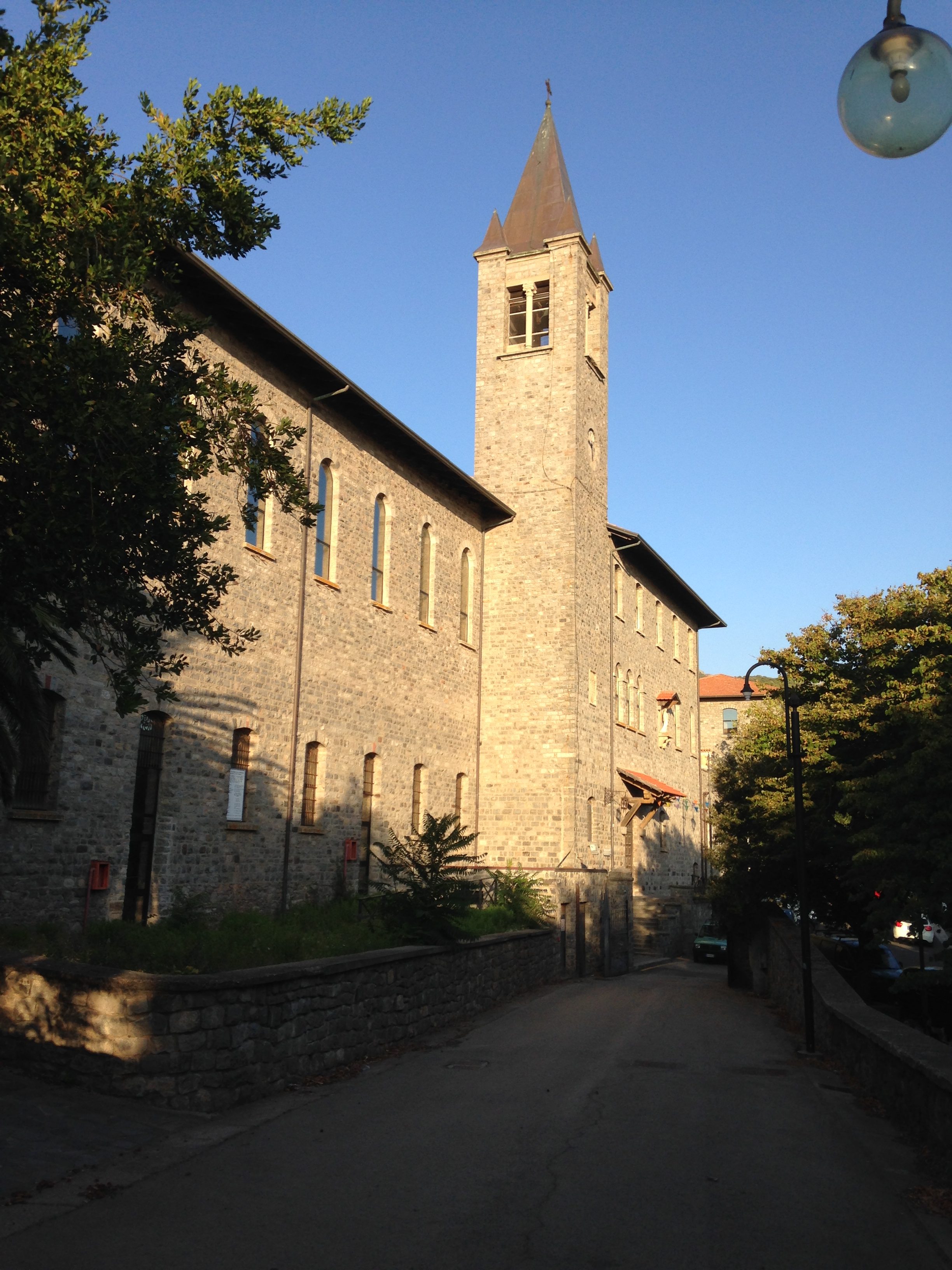
Ingresso del Seminario di Cuglieri

Durante il Concilio plenario sardo del 1924, emerse il desiderio dell'episcopato sardo di erigere un seminario regionale per la formazione dei presbiteri dell'isola. Il papa Pio XI con la costituzione apostolica Nostrarum partem, datata 5 agosto 1927, decise l'erezione del Seminario maggiore regionale e della Facoltà Teologica, stabilendone la sede a Cuglieri, in diocesi di Bosa, e affidandone la direzione ai religiosi della Compagnia di Gesù, sotto il controllo diretto della Santa Sede e della Congregazione dei Seminari.
A seguito del Concilio Vaticano II, il cambiamento dei costumi portò la comunità gesuitica a considerare la sede di Cuglieri isolata e decentrata, essendo fallito il tentativo di rendere la cittadina un polo culturale per tutta l’isola. Nel 1971 dunque venne deciso lo spostamento della Facoltà teologica a Cagliari e il contestuale spostamento de iure del Seminario Regionale, la quale gestione passò dai Gesuiti alla Conferenza Episcopale Sarda.
L'edificio cagliaritano nel 1976 venne ceduto alla Regione Sardegna, al prezzo di circa 60.000 Lire al m².

### Trasferimento a Cagliari
Essendo assente una sede, dal 1971 al 1978 i gruppi dei seminaristi delle varie diocesi della Sardegna vennero ospitati in diversi conventi e case religiose del capoluogo, nonché in un’ala del Seminario arcivescovile di Cagliari messa a disposizione dall’arcivescovo Sebastiano Baggio. I finanziamenti della Santa Sede permisero all’arcivescovo Giuseppe Bonfiglioli la ristrutturazione completa dell’ala diocesana, che divenne così la sede ufficiale del Seminario Regionale.
Nel 2000 grazie ai finanziamenti della Conferenza episcopale sarda sono iniziati ufficialmente i lavori del nuovo edificio del Seminario Regionale, ubicato sempre nei terreni di pertinenza del Seminario arcivescovile di Cagliari. Il 12 dicembre 2001 il papa Giovanni Paolo II ha benedetto la prima pietra, che è stata collocata il successivo 14 dicembre dall’arcivescovo di Cagliari Ottorino Pietro Alberti. La comunità seminaristica ha fatto ingresso nella nuova struttura nel settembre 2005; la presenza di una comunità religiosa femminile di supporto è stata richiesta alle suore Figlie di San Giuseppe di Genoni.
Il 7 settembre 2008 papa Benedetto XVI, durante la sua visita pastorale a Cagliari, si è recato in Seminario Regionale e ne ha benedetto la cappella maggiore. Il 22 settembre 2013 papa Francesco, sempre visitando il Seminario in occasione del suo pellegrinaggio a Bonaria, ha benedetto la nuova campana.
Il 23 giugno 2018 l’arcivescovo di Cagliari Arrigo Miglio ha consacrato l’altare della cappella maggiore.
A partire dal 2021, sotto il rettorato di Don Riccardo Pinna, l’istituzione ha conosciuto un significativo processo di rinnovamento, con numerosi interventi strutturali e organizzativi volti ad adeguare gli spazi alle più attuali esigenze educative. Particolare attenzione è stata rivolta alla valorizzazione del patrimonio culturale: su impulso dello stesso rettore, sono stati promossi l’allestimento e la riqualificazione delle biblioteche interne, con la conseguente catalogazione di numerosi volumi, alcuni dei quali di pregio storico e artistico. 

## Descrizione
Il Seminario Regionale è ubicato nella parte sud-ovest del terreno di proprietà del Seminario arcivescovile di Cagliari, a cui è collegato. La pianta dell’edificio è a forma di ferro di cavallo, permettendo così l’esistenza di un chiostro aperto su cui si affacciano le camere dei seminaristi e dell’équipe, il refettorio e la cappella maggiore. La portineria è ornata da un busto in bronzo di Pio XI. Nell’edificio sono anche presenti un’aula magna, una biblioteca, le aule comunitarie e le aule studio, un parcheggio sotterraneo, una palestra, nonché le pertinenze residenziali delle suore.
All’esterno sono state posizionate diverse statue: all’ingresso è presente la statua in bronzo del Sacro Cuore, originariamente collocata nel Seminario di Cuglieri, e una statua in gesso rappresentante la Madonna di Lourdes; in occasione della visita di papa Francesco, è stata posta una statua in pietra raffigurante il Pontefice con una colomba. Nelle adiacenze dei campi sportivi del Seminario arcivescovile è stata posizionata una statua in gesso del Sacro Cuore, vicino alla quale è stato anche eretto un altare esterno.

### Cappella
La Cappella maggiore è il luogo di culto principale del Seminario Regionale, dedicata al Sacro Cuore. Di pianta ottagonale, si sviluppa su due piani, il superiore dei quali è utilizzato come cantoria.

## Cronotassi dei rettori

### della Compagnia di Gesù
- Giuseppe Peano (1927-1930)
- Alfonso Martin (1931-1936)
- Giuseppe Peano (1937-1940)
- Carlo Bozzolosa (1940-1946)
- Crescentino Greppi (1947-1953)
- Carlo Bozzolosa (1953-1959)
- Arnaldo Lanz (1959-1963)
- Giuseppe Miglio (1963-1970)

### Sacerdoti diocesani
- Ottorino Pietro Alberti (1971-1973)
- Mario Cuomo (1973-1974)
- Pier Giuliano Tiddia pro rettore (1981-1982)
- Salvatore Sussarellu (1974-1981)
- Giovanni Giuseppe Delogu (1982-1989)
- Mario Cuomo (1989-1992)
- Efisio Spettu (1992-2006)
- Gianfranco Pilotto (2006-2010)
- Gian Franco Saba (2010-2015)
- Antonio Mura (2015-2021)
- Riccardo Pinna (2021- )

## Vescovi ex alunni

### Dal 1972
- Cardinale Giovanni Angelo Becciu;
- Arcivescovo Pier Giuliano Tiddia;
- Arcivescovo Ignazio Sanna;
- Arcivescovo Gian Franco Saba;
- Arcivescovo Walter Erbí
- Vescovo Antioco Piseddu;
- Vescovo Tarcisio Pillolla;
- Vescovo Antonino Orrù;
- Vescovo Antonio Vacca;
- Vescovo Sebastiano Sanguinetti;
- Vescovo Giovanni Dettori;
- Vescovo Mosè Marcia;
- Vescovo Sergio Pintor;
- Vescovo Giovanni Paolo Zedda;
- Vescovo Corrado Melis;
- Vescovo Francesco Antonio Soddu.